# مذنب هيكوتيك

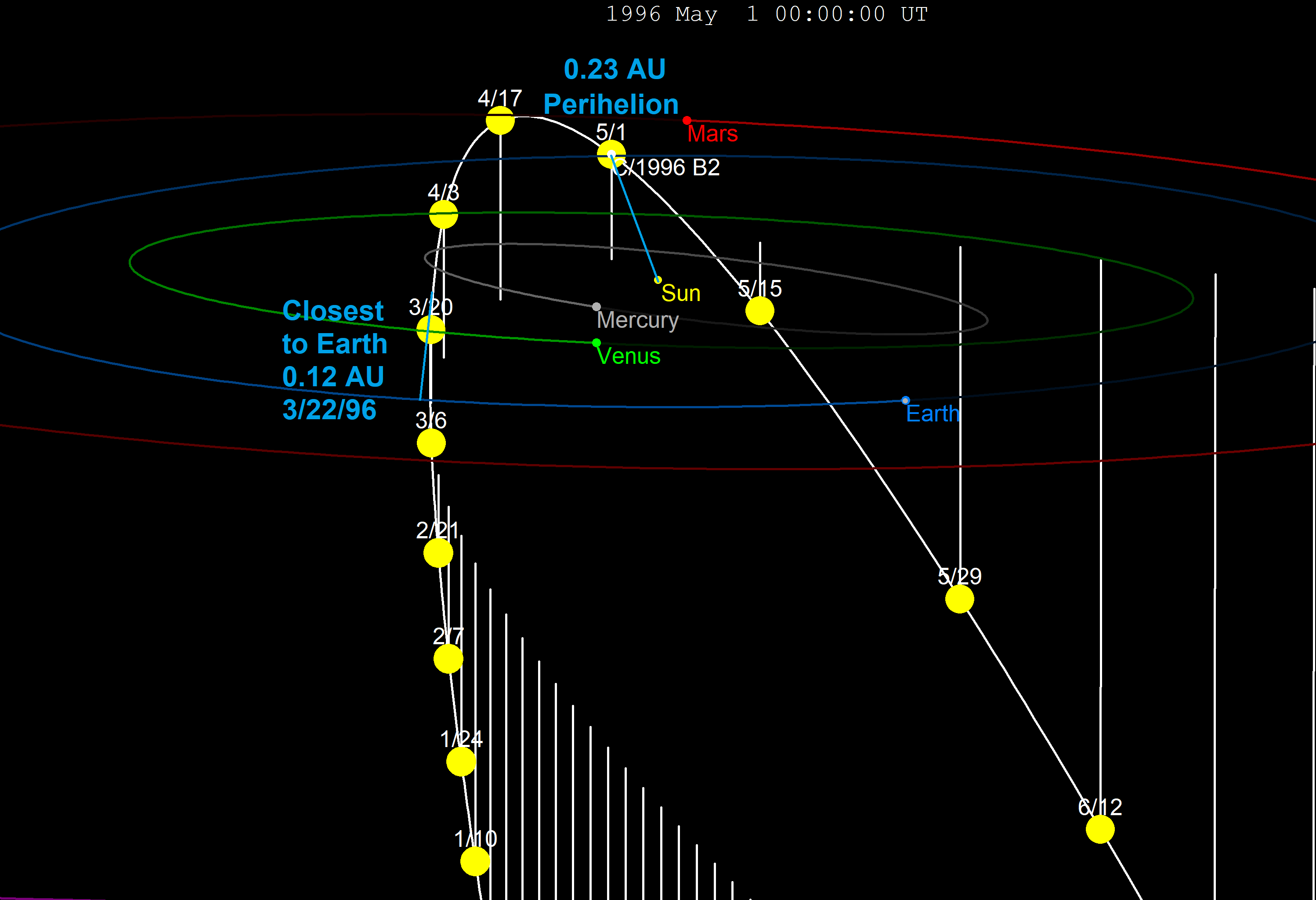
مر مسار المذنب هياكوتاكي عبر النظام الشمسي الداخلي ، بميل عالٍ ، بالقرب من الأرض في أواخر مارس 1996 ، مروراً بالقطب الشمالي للأرض. كان في الحضيض الشمسي في 1 مايو.(انقر لتري الكواكب الداخلية)

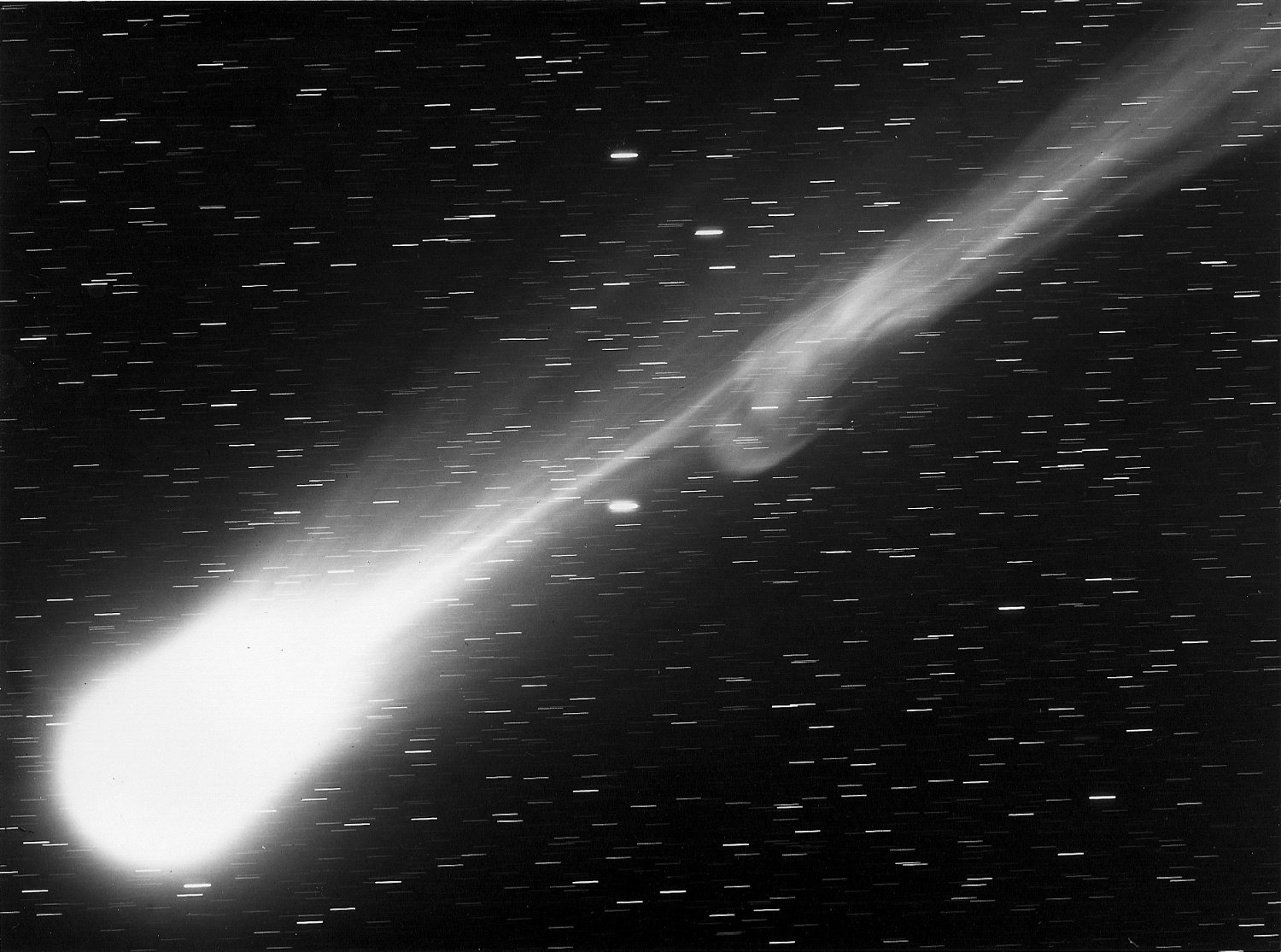
مذنب C/1996 B2 (هيكوتيك).

المذنب هيكوتيك (بالإنجليزية: Comet Hyakutake) هو المذنب الذي اكتشف في 31 كانون الثاني 1996 بواسطة عالم الفلك الياباني يوجي هيكوتيك Yuji Hyakutake . مر مذنب هيكوتيك قريبا جدا من الأرض في آذار من ذلك العام، وأطلق عليه «المذنب العظيم» لعام 1996 . كان مروره على مقربة من الأرض بشكل كبير جدا بحيث كان أقرب المذنبات المارة بنا منذ 200 سنة ماضية. يبدو هيكوتيك مضيئا جدا في سماء الليل، وكان يشاهد على نطاق واسع في جميع أنحاء العالم. فاق قدر لمعان مذنب هيكوتيك لبعض الوقت درجة لمعان مذنب هيل-بوب الذي كان سيمر على الأرض في نفس العام.
الملاحظات العلمية على المذنب أدت إلى اكتشافات عديدة. وكان من المستغرب أنه كان أول اكتشاف بالنسبة لانبعاث الأشعة السينية من مذنب بالنسبة لمعظم العلماء المذنبات. ويعتقد أن تكون أشعة أكس الصادرة منه ناجمة عن تأين الجزيئات المتفاعلة في ذؤابة المذنب (الهالة) مع الرياح الشمسية، كما تصدر من الهالة أشعة فوق البنفسجية ، ولمنها لا ترى من الأرض بسبب امتصاص طبقة الأوزون في جو الأرض لها ؛ ولكن يمكن أن تراها مسبارات فضائية.
عبرت المركبة يوليوس (مسبار فضائي) ذيل المذنب على مسافة أكثر من 500 مليون كيلومتر من نواته بشكل غير متوقع، والتي تبين أن هيكوتيك يملك أطول ذيل معروف لمذنب.

## الرؤية
أظهر أول تحديد المدار أن المذنب سيمر قريبًا جدًا من الأرض ، على مسافة 0.109 فقط وحدة فلكية. منذ أن تم الإعلان عن المذنب مذنب هيل-بوب المكتشف 1995 كمذنب كبير محتمل ، فقد استغرق فكر علماء الفلك بعض الوقت لإدراك أن Hyakutake ستكون أيضًا ظاهرة مذهلة.

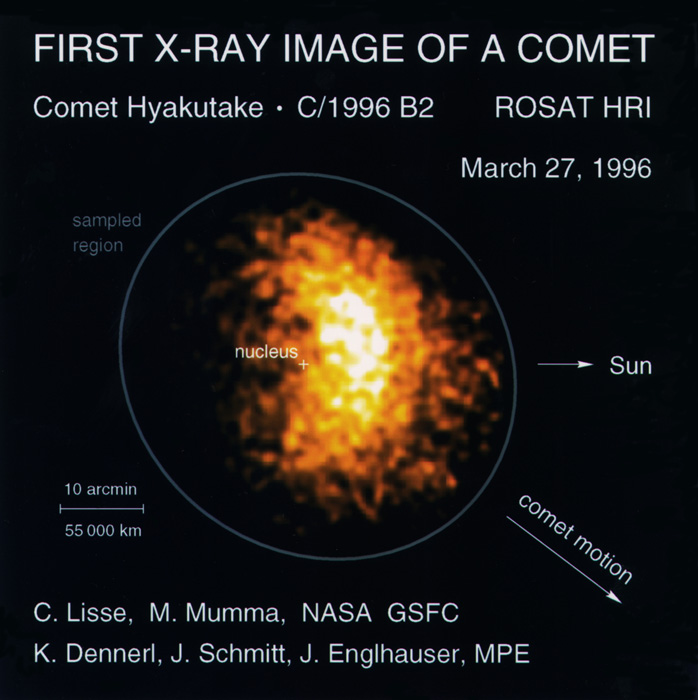
صورة للأشعة السينية الصادرة من المذنب هياكوتاكي.

في منتصف شهر مارس ، كان المذنب لا يزال غير واضح إلى حد ما. أشرق بقدر ظاهري لنجم ماج 4 ويبلغ طول ذيله حوالي 5 درجات. كلما اقترب من الشمس والأرض ، سرعان ما زاد لمعانه وطول ذيله. وفي أقرب اقترابه من الأرض يوم 25 مارس في عام 1996 ، كان أحد أكثر الأجسام سطوعًا في سماء الليل و ذيله امتد عبر السماء بطول مثير للإعجاب يبلغ 75 درجة. أظهرت ذؤابة المذنب (الهالة) لونًا أزرق مخضرًا مرئيًا بوضوح.
مرئيًا في ذروة سطوعه لبضعة أيام فقط ، فشل Hyakutake في جذب نفس القدر من الاهتمام العام كما فعل المذنب هيل-بوب في العام التالي. بالإضافة إلى ذلك ، لم يتمكن العديد من المراقبين الأوروبيين من مراقبة المذنب في ألمع أيامه بسبب أحوال الطقس غير المواتية. اعتقد العديد من الأشخاص الذين شاهدوا كلاً من المذنب هياكوتاكي وهيل بوب أن هياكوتاكي كان الظهور الأكثر إثارة للإعجاب.
حلقت المركبة الفضائية يوليوس بدون تخطيط وبشكل غير متوقع عبر ذيل المذنب في مايو 1996. بناءً على هذا الحدث ، تم تحديد طول الذيل بما لا يقل عن 500 مليون كيلومتر. أثبتت الملاحظات من الأرض وجود الإيثان والميثان في المذنب. كانت هذه هي المرة الأولى التي يتم فيها اكتشاف هذين الغازين في المذنبات. بواسطة تلسكوب الأشعة السينية روسات تم اثبات أن هياكوتاكي يُصدر أشعة سينية ، والتي لم يتم سابقا مشاهدتها من أي مذنب آخر. كما أظهرت قياسات الرادار من مرصد غولدستون أن نواة المذنب كان قطرها 2 كيلومتر فقط. وكشفت المشاهدة باستخدام تلسكوب هابل الفضائي أن شظايا صغيرة انفصلت عن نواة المذنب ، والتي شكلت بعد ذلك ذيولها القصيرة.

## اقرأ أيضا
- مذنب أيسون
- مذنب
- مذنب هيل-بوب
- مذنب وست
- مذنب أطلس/3أي
- مسبار باركر للشمس
- علم الفلك بالرادار
- مذنب بويثين
- مذنب لولين